# 4400 未知からの生還者
『4400 未知からの生還者』（フォーティフォーハンドレッド みちからのせいかんしゃ、原題：The 4400）は、2004年より放送されたアメリカ合衆国のUSAネットワークのSFテレビシリーズ。

## 物語
ある日突然何者かに連れ去られ、ある日突然光る球体と共に返された4400人の失踪者。「4400」と呼ばれるようになった彼らは、不思議な能力を備えており、社会に何らかの影響（作中では波及効果と呼ばれている）を少なからず与えていく。事件の謎を「4400」の1人が身内であるトムと相棒のダイアナの2人の捜査官を中心に描く。「4400」の其々は、この60年の間様々な時代から連れ去られていったが、彼らは当時の年齢から一切の年を重ねておらず、また失踪中の記憶も一切保持していない。
シーズン1はエミー賞の作品賞候補に挙がった（ただし、話数が少ないのでミニシリーズ部門）。
主題歌はアマンダ・アビザイドの「A Place in Time」。
また、当シリーズは番組改編の為に、ドラマ『デッド・ゾーン』と同時に打ち切りが決まった。復活を願い、インターネットでの署名や大量のひまわりの種（ドラマ内のケビン・バーコフの大好物）を製作局に送りつける等の活動が展開されたが、効果はなくTVシリーズはシーズン4で終了した。
未完となった物語は小説で完結される事となり、2009年7月に「THE 4400 Welcome to Promise City」（シーズン4のフィナーレからの続き）、同年10月に「THE 4400 Promises Broken」（グランド・フィナーレ）が出版された。日本語の翻訳版は発行されていない（2022年現在）。
その後、2021年10月から2022年2月までリブート版『4400』が放送されるも同年5月12日に1シーズン限りでやはりクリフハンガーで打ち切られる事が発表された。
リブート版打ち切りの背景には同年1月に親会社米WarnerMediaとViacomCBSが同局の売却を検討している事が報じられおり、その影響があるのではと推測されている。
タイトルの「4400」は生還者の数が4400人と言う設定が由来。

## 登場人物

### 主要人物
トム・ボールドウィン
演 - ジョエル・グレッチ、日本語吹替 - 原康義
NTAC（国家脅威対策本部）シアトル支部捜査官。甥のショーンの帰還に伴い4400の謎解明に挑む。息子カイルを溺愛している。妻リンダとは離婚。
ダイアナ・スクーリス
演 - ジャクリーン・マッケンジー、日本語吹替 - 佐々木優子
トムとペアを組むNTAC捜査官。4400であるマイアを養子として迎え入れる。一時NTACを離れスペインに移るが自分のあるべき場所はNTACにある、と気づき復帰する。

### THE 4400 MEMBERS
リチャード・タイラー
演 - マハーシャラルハズバズ・アリ、日本語吹替 - 江川央生
51年失踪。当時は空軍パイロット。白人女性と恋に落ちるが当時は差別の為許されず、帰還後生き写しの孫リリーと恋に落ちる。能力は念動力。
リリー・ムーア
演 - ローラ・アレン、日本語吹替 - 伊藤美紀
93年失踪。帰還後覚えのない妊娠が発覚する。
ショーン・ファレル
演 - パトリック・フリューガー、日本語吹替 - 川本克彦
01年失踪。いとこのカイルとハイランドビーチに居たところ、誤って連れ去られる。4400の未来を守るために行動するが、他人に利用される事も多い。能力は生命力のコントロール。
マイア・ラトリッジ
演 - コンチータ・キャンベル、日本語吹替 - 金田朋子
46年失踪。最初に連れ去られる。能力は未来予知。
アラーナ・マレーヴァ
演 - カリーナ・ロンバード、日本語吹替 - 山像かおり
01年失踪。トムと恋に落ち、共に暮らす。能力は仮想空間の創造。
ジョーダン・コリアー
演 - ビリー・キャンベル、日本語吹替 - 木下浩之
02年失踪。当時は不動産王。4400センターを設立（後にプロミス・シティという街も設立）し、4400の指導者的立場に。カイルに暗殺されるも蘇った後はプロマイシンを配布して現代人をも能力者にして来るべき戦争に備える。能力はプロマイシン中和。
テス・ドルナー
演 - サマー・グロー、日本語吹替 - 三ツ木勇気
55年失踪。統合失調症のまま帰還、ケヴィンと同じ病院に入院していた。能力は傀儡師のように他人を自由自在に操る事。
ゲイリー・ナバロ
演 - シャリフ・アトキンス、日本語吹替 -
73年失踪。当時と同じく野球選手として活動していたが自分の能力をコントロールできずNTACに相談したところ、利用されてしまう。後にテロ派「ノバ・グループ」の一員となる。能力は読心。
ダニエル・アーマンド
演 - イアン・トレイシー、日本語吹替 -
90年失踪。ノバ・グループのリーダー。能力は正気を奪う事。
T.J. キム
演 - リアン・アダチ、日本語吹替 -
98年失踪。ノバ・グループの一員。能力は男性を攻撃的人格に変える音波。
ボイド・ゲルダー
演 - ショーン・マルケット、日本語吹替 -
00年失踪。ノバ・グループの一員。能力は視覚操作による変身。
ヘザー・トピー
演 - キャサリン・ゴードン、日本語吹替 - 五十嵐麗
74年失踪。当時と同じく教職に就く。後に政治活動を始めたショーンの秘書に。能力は他人の才能開花。

### NTAC
デニス・ライランド
演 - ピーター・コヨーテ、日本語吹替 - 納谷六朗
4400帰還時のNTAC主任。4400に対しては否定的で能力抑制剤で抑え込もうとする。後にNTACを離れ4400の能力源であるプロマイシンで富を得ようとする。
ウォーレン・ライテル
演 - マーク・ヴァレー、日本語吹替 -
NTACワシントン本部捜査官。カイルが未来からのメッセージを伝えている最中に怯えて狙撃してしまう。
ニーナ・ジャーヴィス
演 - サマンサ・フェリス、日本語吹替 - 寺内よりえ
ライランドの後任。
ジェド・ギャリティー
演 - キャバン・スミス、日本語吹替 -
NTAC捜査官。トムやダイアナの同僚。
マルコ・ペイセラ
演 - リチャード・カーハン、日本語吹替 - 鶴岡聡
NTAC分析官。事件や謎の真相解明に努め、解き明かす事も多い。ダイアナに好意を持っている。
ミーガン・ドイル
演 - ジェニー・ベアード、日本語吹替 - 幸田夏穂
ジャーヴィスの後任、若くしてNTACの主任に。アラーナ再失踪後傷心のトムと恋に落ちる。

### その他
カイル・ボールドウィン
演 - チャド・ファウスト、日本語吹替 - 加瀬康之
トムの息子。4400のシャーマンになるはずが連れ去りに失敗、昏睡状態に。覚醒後未来人の何かに操られジョーダンを暗殺。完全に目覚めた後はプロマイシンを打ち、本来のシャーマンの役割を果たす。能力はキャシーという案内役との対話。
イザベル・タイラー
演 - メガリン・エキカンウォーク、日本語吹替 - 佐古真弓
リチャードとリリーの娘。母の年齢を吸収するかのように急成長する。反4400未来人の兵器として送り込まれる。破壊殺傷能力を有し、基本的に不死。
マシュー・ロス
演 - ギャレット・ディラハント、日本語吹替 -
ジョーダン暗殺後、4400センターに現れセンター運営の補佐をする。実は反4400未来人のスパイ（刻印ある者）であり、イザベルを操ろうとするが反逆に遭い殺害される。
ケヴィン・バーコフ
演 - ジェフリー・コムズ、日本語吹替 - 伊藤和晃
天才科学者。精神病院に入院していたが目覚める。自分の体で実験をして4400の能力源プロマイシンを発見する。ひまわりの種が好物。能力は自己治癒。
ダニー・ファレル
演 - カジエリック・エリクセン、日本語吹替 - 吉野裕行
ショーンの弟。帰還後能力を有す兄との関係はあまりよくない。後にプロマイシンを打つ。能力はウィルス型プロマイシン散布。
ニッキー・ハドソン
演 - ブルック・ネヴィン、日本語吹替 - 細野雅世
ダニーの恋人。帰還後のショーンの世話を焼く内に心変わりする。
エイプリル・スクーリス
演 - ナターシャ・グレグソン・ワグナー、日本語吹替 - 永島由子
ダイアナの妹。真面目な姉と反対に自由奔放。姉に恋人ベンをとられた腹いせにプロマイシンを打つ。能力は強制自白。
レベッカ・パリッシュ
演 - ペニー・ジョンソン・ジェラルド、日本語吹替 - 塩田朋子
国家情報長官。実はマシュー同様刻印ある者。
※お笑いコンビのくりぃむしちゅーもシーズン4の第11話に日本の捜査官役としてエキストラで特別出演している。

## エピソードリスト

### シーズン1
| 各話 | 邦題               | 原題                                | 放送日        | 放送日       |
| ---- | ------------------ | ----------------------------------- | ------------- | ------------ |
| 1    | 光の中から         | Pilot                               | 2004年7月11日 | 2005年5月3日 |
| 2    | 顕れる力           | Pilot                               | 2004年7月11日 | 2005年5月3日 |
| 3    | ホームタウンの英雄 | The New and Improved Carl Morrissey | 2004年7月18日 | 2005年5月4日 |
| 4    | 闇から呼ぶ声       | Becoming                            | 2004年7月25日 | 2005年5月4日 |
| 5    | 波                 | Trial by Fire                       | 2004年8月1日  | 2005年5月5日 |
| 6    | 目覚めのとき       | White Light                         | 2004年8月8日  | 2005年5月5日 |

### シーズン2
| 各話    | 邦題         | 原題                  | 放送日        | 放送日         |
| ------- | ------------ | --------------------- | ------------- | -------------- |
| 7 (1)   | 塔           | Wake-Up Call Part 1   | 2005年6月5日  | 2006年8月22日  |
| 8 (2)   | 父親         | Wake-Up Call Part 2   | 2005年6月5日  | 2006年8月29日  |
| 9 (3)   | ノイズ       | Voices Carry          | 2005年6月12日 | 2006年9月5日   |
| 10 (4)  | 奇跡を売る男 | Weight of the World   | 2005年6月19日 | 2006年9月12日  |
| 11 (5)  | 危険な賭け   | Suffer the Children   | 2005年6月26日 | 2006年9月19日  |
| 12 (6)  | 予告された死 | As Fate Would Have It | 2005年7月10日 | 2006年9月26日  |
| 13 (7)  | 美しき日々   | Life Interrupted      | 2005年7月17日 | 2006年10月3日  |
| 14 (8)  | 悲しき殺人者 | Carrier               | 2005年7月24日 | 2006年10月10日 |
| 15 (9)  | 罪と贖い     | Rebirth               | 2005年7月31日 | 2006年10月17日 |
| 16 (10) | 真実への鍵   | Hidden                | 2005年8月7日  | 2006年10月24日 |
| 17 (11) | 内なる憎悪   | Lockdown              | 2005年8月14日 | 2006年10月31日 |
| 18 (12) | 集団発症     | The Fifth Page        | 2005年8月21日 | 2006年11月7日  |
| 19 (13) | 救世主       | Mommy's Bosses        | 2005年8月28日 | 2006年11月14日 |

### シーズン3
| 各話    | 邦題           | 原題                            | 放送日        | 放送日        |
| ------- | -------------- | ------------------------------- | ------------- | ------------- |
| 20 (1)  | 反乱分子       | The New World, Part I           | 2006年6月11日 | 2007年4月24日 |
| 21 (2)  | 新しい時代     | The New World, Part II          | 2006年6月11日 | 2007年5月1日  |
| 22 (3)  | 欺く影         | Being Tom Baldwin               | 2006年6月18日 | 2007年5月8日  |
| 23 (4)  | 誘拐           | Gone, Part I                    | 2006年6月25日 | 2007年5月15日 |
| 24 (5)  | 顔のない少女   | Gone, Part II                   | 2006年7月2日  | 2007年5月22日 |
| 25 (6)  | 死の天使       | Graduation Day                  | 2006年7月9日  | 2007年5月29日 |
| 26 (7)  | 愛と疑惑       | The Home Front                  | 2006年7月16日 | 2007年6月12日 |
| 27 (8)  | 過去から来た幻 | Blink                           | 2006年7月23日 | 2007年6月19日 |
| 28 (9)  | モンスター     | The Ballad of Kevin and Tess    | 2006年7月30日 | 2007年6月26日 |
| 29 (10) | 招かれざる客   | The Starzl Mutation             | 2006年8月6日  | 2007年7月3日  |
| 30 (11) | 未来の福音     | The Gospel According to Collier | 2006年8月13日 | 2007年7月10日 |
| 31 (12) | 戦争の始まり   | Terrible Swift Sword            | 2006年8月20日 | 2007年7月17日 |
| 32 (13) | 明日への旅     | Fifty-Fifty                     | 2006年8月27日 | 2007年7月24日 |

### シーズン4
| 各話    | 邦題               | 原題                                | 放送日        | 放送日        |
| ------- | ------------------ | ----------------------------------- | ------------- | ------------- |
| 33 (1)  | 神になった少年     | The Wrath of Graham                 | 2007年6月17日 | 2008年1月10日 |
| 34 (2)  | 心の扉             | Fear Itself                         | 2007年6月24日 | 2008年1月17日 |
| 35 (3)  | 最期のメッセージ   | Audrey Parker's Come and Gone       | 2007年7月1日  | 2008年1月31日 |
| 36 (4)  | 他人の秘密         | The Truth and Nothing But the Truth | 2007年7月8日  | 2008年2月7日  |
| 37 (5)  | 地図にない町       | Try the Pie                         | 2007年7月15日 | 2008年2月14日 |
| 38 (6)  | 刻印ある者         | The Marked                          | 2007年7月22日 | 2008年2月21日 |
| 39 (7)  | エルサレム         | Till We Have Built Jerusalem        | 2007年7月29日 | 2008年2月28日 |
| 40 (8)  | 絶体絶命           | No Exit                             | 2007年8月5日  | 2008年3月6日  |
| 41 (9)  | 愛ゆえに           | Daddy's Little Girl                 | 2007年8月12日 | 2008年3月13日 |
| 42 (10) | 侵入者             | One of Us                           | 2007年8月19日 | 2008年3月20日 |
| 43 (11) | 機械の中のゴースト | Ghost in the Machine                | 2007年8月26日 | 2008年3月27日 |
| 44 (12) | 訣別               | Tiny Machines                       | 2007年9月9日  | 2008年4月3日  |
| 45 (13) | 天国と地獄         | The Great Leap Forward              | 2007年9月16日 | 2008年4月10日 |

## 日本版
日本ではWOWOWでシーズン1が2005年のゴールデンウィークの三連休（5月3日から5月5日）に三夜連続で1日2話ずつ放送されたのを皮切りに、シーズン2は2006年、シーズン3は2007年、シーズン4は2008年に放送された。
その後、地上波でもテレビ朝日系列を中心に放送された。関西では2007年12月5日から朝日放送にて放送開始し、関東ではテレビ朝日の「ハリコレF」において2008年10月10日から2009年3月20日まで日清食品の一社提供番組として放送された。以後シーズン1を中心に多くの局で放送されている。
吹替えキャストと各エピソードの邦題はそれぞれ上記の登場人物とエピソードリストを参照。

### DVD
| 品名                                                                     | 発売日         | 仕様            | 参照 |
| ------------------------------------------------------------------------ | -------------- | --------------- | ---- |
| 4400 -フォーティ･フォー･ハンドレッド- シーズン1 コンプリート・エピソード | 2007年1月26日  | 2枚組・6話収録  |      |
| 4400 -フォーティ･フォー･ハンドレッド- シーズン2 コンプリート・エピソード | 2007年2月23日  | 4枚組・13話収録 |      |
| 4400 -フォーティ･フォー･ハンドレッド- シーズン3 コンプリート・エピソード | 2007年12月19日 | 4枚組・13話収録 |      |
| 4400 -フォーティ･フォー･ハンドレッド- シーズン4 コンプリート・エピソード | 2008年6月20日  | 4枚組・13話収録 |      |